# Mercedes Prat
María Mercedes Prat y Prat, in religione Maria della Mercede del Sacro Cuore (Barcellona, 6 marzo 1880 – Barcellona, 24 luglio 1936), è stata una religiosa spagnola della Compagnia di Santa Teresa di Gesù. Venne fucilata dai repubblicani durante la guerra civile spagnola ed è stata beatificata come martire da papa Giovanni Paolo II nel 1990.

## Biografia
María Mercedes Prat y Prat apparteneva a una famiglia cristiana (un fratello era sacerdote). Frequentò, sin dalla più tenera età, le religiose della Compagnia di Santa Teresa di Gesù nella cui casa-madre ricevette la prima comunione per poi comunicarsi ogni giorno. Rimasta orfana, intraprese gli studi nelle Belle Arti, dedicandosi allo stesso tempo a opere di carità e mortificazione; fu anche catechista per le giovani operaie e le domestiche alle quali insegnava a leggere e scrivere.
Nel 1904 entrò nel noviziato della Compagnia di Santa Teresa di Gesù a Tortosa, facendo la sua professione di fede il 10 maggio 1907. Insegnò in vari collegi della Compagnia e nel 1913 fu assegnata alla comunità di Sant Celoni dove si dedicò all'insegnamento dei bambini e al servizio della sacrestia.
Nel 1920 fu trasferita alla casa madre di Barcellona e qui il 19 luglio 1936 la comunità fu costretta a lasciare la scuola e fuggire. Rifugiatasi con un gruppo di consorelle in una casa privata, il 23 luglio ebbe l’ordine di raggiungere la casa di una sorella insieme a suor Joaquina Miguel. Per la strada, lei e la consorella furono riconosciute come religiose e vennero portate in una residenza dove erano stati imprigionati altre religiose e un giovane religioso. Fu sottoposta a simulazione di fucilazione e subì molti maltrattamenti. Nella notte del 24 luglio fu portata insieme agli altri prigionieri sulla strada dell'Arrabassada (alla periferia nord di Barcellona) e lì vennero fucilati.
Mercedes morì sul colpo mentre suor Joaquina Miguel riuscì a sopravvivere e a diventare così una testimone del martirio, rivelando che le ultime parole di Mercedes furono "Gesù, Giuseppe e Maria" e "Perdonaci come noi li perdoniamo". Secondo altre fonti, Mercedes sarebbe sopravvissuta diverse ore, pur gravemente ferita, e avrebbe continuato a recitare il "Padre nostro", finendo per essere udita da alcuni miliziani nei paraggi che le spararono il colpo di grazia.

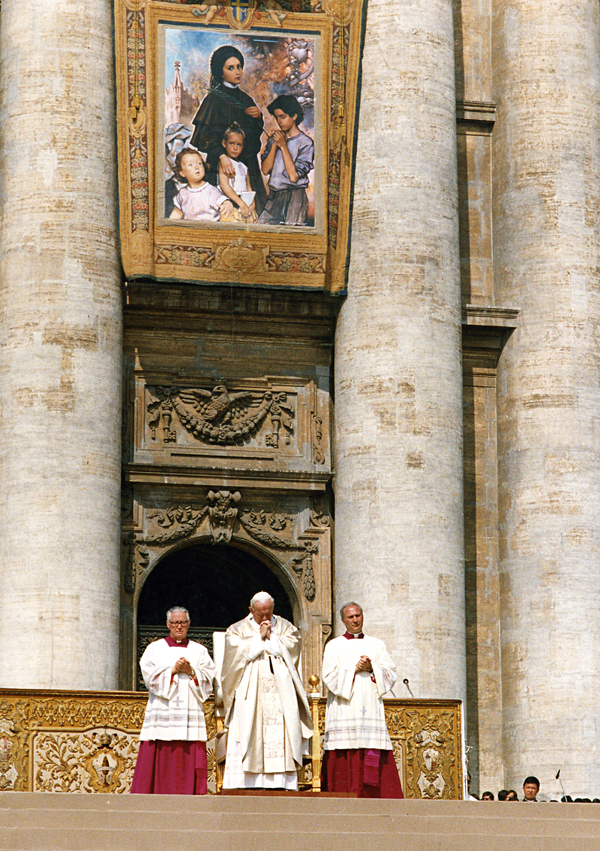
Giovanni Paolo II presiede la cerimonia di beatificazione di Mercedes Prat. Si noti in alto l'arazzo raffigurante la beata realizzato da Giuseppe Antonio Lomuscio in occasione di tale evento

È stata beatificata da papa Giovanni Paolo II il 29 aprile 1990. La memoria liturgica è stata fissata al 24 luglio.